# واوکس سور مرسی
واوکس سور مرسی (به فرانسوی: Vaux-sur-Mer) یک کمون در فرانسه است که در Canton of Royan-Ouest واقع شده‌است.

## خصوصیات
واوکس سور مرسی ۵٫۹۷ کیلومترمربع مساحت و ۳٬۷۹۳ نفر جمعیت دارد.